# Roger Ranoux
Roger Ranoux (La Villedieu, Dordonya, 26 d'octubre de 1921 - Saint-Astier, Dordonya, 9 de juliol de 2015) fou un polític francès.
Durant la Segona Guerra Mundial va participar en la resistència amb el nom d'"Hèrcules" i es va convertir en cap departamental de les Forces de l'Interior franceses a Dordonya.